# Побуна у Гамзиграду (1883)
Побуна у Гамзиграду (маја 1883), отпор српских сељака обавезном жигосању стоке, угушен бруталном интервенцијом српске коњичке жандармерије (чувара јавне безбедности). Насиље жандармерије изазвало је револт у народу источне Србије, што је био један од непосредних узрока касније Тимочке буне (октобра 1883).

## Позадина

### Напредњаци и радикали
Од формирања првих политичких партија у Кнежевини Србији и доношења првог закона о слободи штампе (1881. године), у Србији је завладала оштра политичка борба у којој се нису бирала средства, с обзиром на недовољно изграђену политичку свест српских бирача који су тек добили право гласа и постали грађани. Тако се читава Србија поделила у три политичка табора, оличена у три новоформиране странке. Већина државних службеника и интелектуалаца школованих у иностранству, који су заузимали већину места у државној управи династије Обреновића, приступили су Напредњачкој странци, која се уз подршку краља Милана одржала на власти од 1881. до 1889. године. Напредњачка странка стога се често назива личном странком краља Милана Обреновића. Владу напредњачке странке одликовали су аустрофилска спољна политика и противречна и недоследна унутрашња политика. Проглашени су либерални закони и формално увођење политичких слобода, уз истовремено и парадоксално подржавање апсолутистичке власти династије Обреновића, при чему је државна управа доследно игнорисала и газила јавно проглашена политичка права и слободе грађана. Како је духовито приметио Радоје Домановић у сатири Страдија, имамо нове либералне законе који би требало да важе, али некако, по навици, примењујемо старе. Опозицију напредњачкој влади чинили су малобројни Либерали и веома бројни и популарни Радикали, који су имали подршку већине бирача.
Либерална странка, која је била на власти од 1858. до 1881. године, састојала се од старих присталица династије Обреновића, и одликовала се конзервативном унутрашњом и русофилском спољном политиком. У државној управи либерали су се потпуно ослањали на чиновништво и полицију, спроводећи апсолутистички режим Обреновића без икаквих политичких слобода. Избори и народна скупштина постојали су од 1868, али су народне посланике само формално бирали бирачи, а у пракси одређивали срески и окружни начелници, које је поставила влада. Пошто је сваки рад против владе био забрањен, организоване опозиције њиховом режиму није било, и они су све до 1881. били једина политичка партија у Србији. Само су поједини посланици у скупштини, појединачно и без икаквог утицаја, понекад критиковали рад либералне владе у скупштини. После увођења политичких слобода и формирања политичких странака 1881, Либерали су уживали подршку виших слојева чиновништва и свештенства, најбогатијих земљопоседника и трговаца, као и виших официра стајаће војске.
Радикална странка, заснована на социјалистичким и републиканским идејама, прва је организовала општинске одборе и зборове по селима, чиме је допрла до српских сељака који се до тада нису политички ангажовали. Преко страначког листа Самоуправа, Радикална странка је отворено критиковала Напредњачку владу и њену теоретску демократију, обећавајући српским сељацима смањење пореза, укидање чиновништва и локалну самоуправу. Ова обећања, до тада нечувена у Србији, изазвала су одушевљење сиромашнијих сељака, који су чинили већину бирача, а на које остале странке до тада нису обраћале пажњу. Тако је до 1882, једва годину дана од оснивања, Радикална странка имала на десетине хиљада присталица у свим крајевима Србије, организованих у општинске (сеоске), среске и окружне одборе, којима је управљао главни одбор у Београду преко свог листа самоуправа. Општинске одборе већином су водили локални учитељи и свештеници, уз нешто ситнијих трговаца, док се чланство састојало од сељака. Са таквом страначком организацијом, коју нису имале друге партије (њихово чланство бројало се пре у стотинама, него у хиљадама, а страначка организација није ишла ниже од окружних одбора), Радикална странка је већ 1882. године имала је већину бирача у Србији уз себе, иако је власт била у рукама Напредњачке странке, која је имала подршку краља Милана.

### Закон о жигосању стоке и реакција опозиције
Закон о заштити од говеђе куге и сузбијању те болести од 30. марта 1881. године, завео је сточни катастар у свим местима која се налазе на тридесет километара од границе према Румунији, Бугарској и Турској. По овом закону, свако грло стоке које се налази у наведеном граничном подручју морало се обележити жигом. Сама по себи, ова мера била је у интересу самих сељака, пошто је уведена због ветеринарске конвенције са Аустроугарском, како би се обезбедио несметан извоз наше стоке на европско тржиште. Међутим, радикалска опозиција је преко партијског листа Самоуправа одмах јавно осудила ову меру и пустила глас да се попис и жигосање стоке врши ради увођења новог пореза на стоку. Ово је довело до отпора у Поречу, крајем 1882, а маја месеца 1883. године до сукоба сељака из Гамзиграда са чуварима јавне безбедности.

## Буна
Под утицајем радикалске агитације, крајем 1882. и почетком 1883. дошло је до више сукоба између власти и народа у Источној Србији, где је утицај Радикала био најјачи. У Поречу, сељаци нису допустили жигосање стоке, па је власт позвала у помоћ чуваре јавне безбедности. Отпор је брутално угушен хапшењем и батинањем, а опозициони листови писали су да су владини сејмени силовали жене у побуњеним селима. У селу Грљану, приликом пописа стоке сељаци су пружили отпор, па је власт притворила неколико виђенијих људи. У одговор, неколико стотина сељака кренуло је у окружно место Зајечар да захтева њихово ослобађање. Власти су наредиле сејменима да спрече народу улазак у град: сељаци су узвратили каменицама, а сејмени су потегли сабље, при чему је неколико сељака лакше рањено. У Гамзиграду, велика група наоружаних сељака одупрла се жигосању стоке. Између њих и сејмена дошло је до пушкарања, иако није било рањених. Влада је овај инцидент прогласила за буну: ухапшено је 25 људи, од којих је неколицина осуђена на робију, а остали на по неколико месеци затвора.

## Последице
Побуне у Поречу, Грљану и Гамзиграду показале су да је крајем 1882. и почетком 1883. у народу Источне Србије постојало велико неповерење против државних власти. Са друге стране, власти су одговарале бруталним мерама, насиљем и хапшењем. Тако су се избори за Народну скупштину у лето 1883. приближавали у ситуацији огорченог непријатељства између напредњачке владе, која је имала подршку краља Милана, и радикалске опозиције, која је имала подршку српских сељака. По речима Слободана Јовановића, изгледало је да Србија стоји не пред изборима, него пред грађанским ратом.